# Lateinisches Patriarchat von Konstantinopel

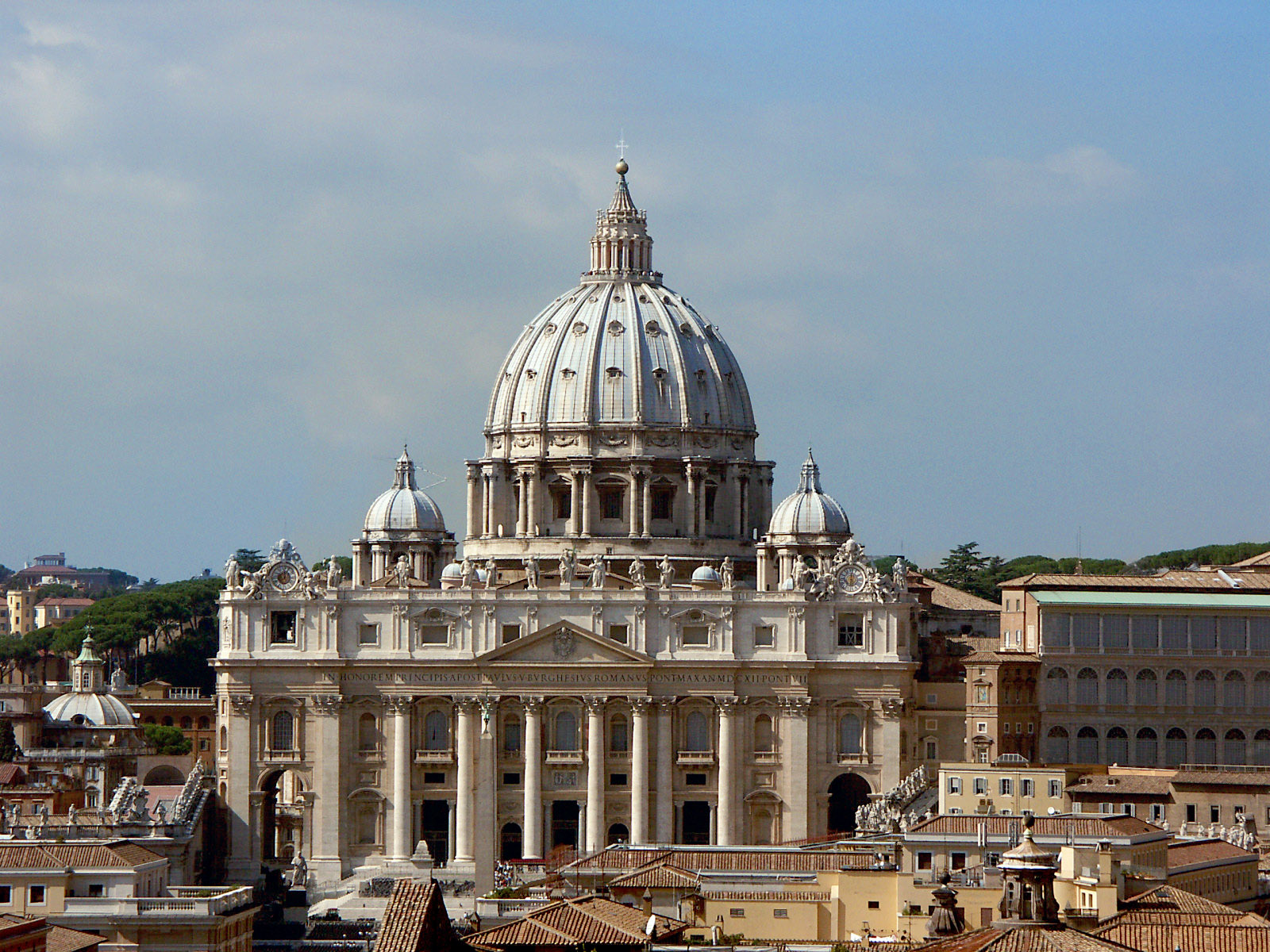
St. Peter im Vatikan war die Patriarchalbasilika des Lateinischen Patriarchen von Konstantinopel – das Amt bestand bis 1964

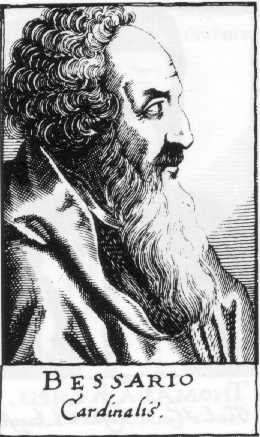
Bessarion, griechisch-katholischer Patriarch von Konstantinopel 1463–1472 (Holzschnitt aus der Bibliotheca chalcographica)

Ranuccio Farnese, Patriarch von Konstantinopel 1546–1565, im Alter von zwölf Jahren (Gemälde von Tizian 1542)

Das Lateinische Patriarchat von Konstantinopel entstand 1204 als Folge der Eroberung von Konstantinopel durch den Vierten Kreuzzug und benutzte zunächst die Hagia Sophia als seine Kathedrale. In Rom wurde der Petersdom dem Lateinischen Patriarchen von Konstantinopel als Patriarchalbasilika zugeordnet. Ab der Rückeroberung von Konstantinopel 1261 bestand es als Titularpatriarchat weiter und wurde 1964 aufgelöst.

## Geschichte
Französische Kreuzfahrer, unterstützt durch die Republik Venedig, errichteten das Lateinische Kaiserreich und vertrieben den orthodoxen Patriarchen von Konstantinopel.
Nach der Rückeroberung der Stadt durch Michael VIII. Palaiologos und dem Ende des Lateinischen Kaiserreichs im Jahr 1261 bestand das Patriarchat der Lateiner kirchenrechtlich fort, obschon ihm sein Einnahmesprengel und das eigentliche Jurisdiktionsgebiet abhandengekommen war, nicht aber verstreute auswärtige Besitztürmer. Am 8. Februar 1314 vereinigte Papst Clemens V. das Konstantinopler (Kreuzfahrer-)Patriarchat mit dem Bistum Negroponte, das damit zur Patriarchaldiözese des „patriarcha Constantinopolitanus“ wurde.
Im Gefolge der Union von Florenz wurde unter dem Ökumenischen Patriarchen Gregor Melissenus das Kreuzfahrer-Patriarchat (Negroponte) rechtlich mit dem griechischen Patriarchat vereinigt. Dessen mit Rom unierter Zweig wurde zunächst mit weiteren Griechen, Bessarion und Isidor von Kiew, jedoch ab Pietro Riario regelmäßig mit lateinischen Prälaten besetzt, um den Anspruch der römisch-katholischen Kirche auf diesen altehrwürdigen Patriarchatssitz des christlichen Ostens aufrechtzuerhalten. In Konstantinopel wurde der katholische Patriarch durch einen ortsansässigen Vicarius vertreten.
Seit 1948 wurde das zuletzt noch als Ehrentitel vergebene Amt nicht mehr besetzt und im Jahr 1964 zusammen mit den anderen Lateinischen Patriarchaten – mit Ausnahme des Lateinischen Patriarchats von Jerusalem – im Verlauf des II. Vatikanischen Konzils und auf Basis einer zwischen Papst Paul VI. und dem orthodoxen Patriarchen von Konstantinopel Athinagoras getroffenen Übereinkunft aufgelöst.

## Liste der Lateinischen Patriarchen von Konstantinopel
Die folgenden Personen standen an der Spitze des Lateinischen bzw. griechisch-katholischen Patriarchats von Konstantinopel:
- Thomas Morosini, 1204–1211
- Vakanz, 1211–1215
- Gervasius, 1215–1219
- Vakanz, 1219–1221
- Matthaeus (Mathias), 1221–1226
- Johannes Halgrin (Alegrin), 1226–1227
- Simon von Maugastel, 1227–1232
- Vakanz, 1232–1235
- Nikolaus von Castro Arquato (von Piacenza), 1235–1251
- Vakanz, 1251–1253

Titularpatriarchen
- Pantaleon Giustiniani, 1253–1282?
- Vakanz, 1282?–1286
- Peter Correr (oder Corrario), 1286–1302
- Leonhard Faliero, 1302–1305?
- Nikolaus von Theben, 1308–1330?
- Cardinale Morosini, 1330–1335
- Gozzio Battaglia (oder Battaglini), 1335–1338
- Robert, 1338?–1341
- Heinrich von Asti, 1341–1345
- Stephan de Pinu, 1346
- Wilhelm Pustrella (oder Pusterla), 1346–1361
- Peter Thomas, 1362–1366
- Paul, 1366–1372
- Hugolin Malabranca, 1372–1374; zugleich administrator perpetuus der Diözese Rimini
- Jakob von Itri, 1376–1378; zugleich administrator perpetuus der Diözese Otranto
- Wilhelm von Urbino, 1379
- Paulos Palaiologos Tagaris, 1379–1384
- Matthäus, ?–?, († 1404)
- Angelo Correr, 1390–1406
- Ludwig von Mitylène, 1406–1408
- Antonio Correr, 1408
- (Alfons d'Exéa, 1409)
- Francesco Lando, 1409–1411/2
- Jean de Rochetaillée, 1411/2–1417
- Johann Contarini, 1424–1438?
- Franz von Conzié, 1430–1432
- Franz Condolmero, 1438–1453

Exil- bzw. Titularpatriarchen
- Gregor III. Mammas, 1443–1459, Ökumenischer Patriarch in Union mit Rom
- Isidor von Kiew, 1459–1463, mit Rom unierter Grieche
- Bessarion, 1463–1472, mit Rom unierter Grieche
- Pietro Riario, O.F.M. Conv. 1472–1474
- Girolamo Lando, 1474–1497[1]
- Johann Michiel (oder Michele), 1497–1503
- Johann Borgia der Ältere, 24. April 1503–1. August 1503
- Franz von Lorris, 1503–1506
- Thomas Baekas von Erdoed, 1507–1521
- Marcus Cornaro, 1521–1524
- Ägidius de Viterbo, O.S.A. 1524–1530
- Francesco de Pisauro, 1530–1545?
- Marino Grimani, 1545–1546
- Ranuccio Farnese, O.E.S.S.H. 1546–1550
- Fabio de Columna, 1550–1554
- Ranuccio Farnese, O.E.S.S.H. 1554–1565
- Scipione Rebiba, 1565–1573
- Prosper Rebiba, 1573–1593
- Silvio Savelli, 1594–1596
- Hercules Tassoni, 1596–1597
- Bonifazio Bevilacqua, 1598–1599
- Bonaventura Secusio a Caltagirone, O.F.M. Obs. 1599–1618
- Ascanio Gesualdo, 1618–1638
- Francesco Maria Machiavelli, 1640–1641
- Giovanni Giacomo Panciroli, 1641–1643
- Giovanni Battista Spada, 1643–1654
- Volumnio Bandinelli, 1658–1660
- Stefano Ugolini, 1667–1681
- Odoardo Cibo, 1689–1706
- Lodovico Pico della Mirandola, 1706–1712
- Andreas Riggio, 1716–1717
- Camillo Cibo, 1718–1729
- Mundillus Orsini, C.O. 1729–1751
- Ferdinando Maria de Rossi, 1751–1759
- Philippus Iosias Caucci, 1760–1771
- Ioannes de Portugal de la Puebla, 1771–1781
- Franciscus Antonius Marucci, 1781–1798
- Benedetto Fenaja CM, 1805–1812[2]
- vakant 1812–1823
- Giuseppe Della Porta Rodiani, 1823–1835[2]
- Giovanni Soglia Ceroni, 1835–1839[2]
- Antonio Maria Traversi, 1839–1842[2]
- Giacomo Sinibaldi, 27. Januar 1843–2. September 1843[2]
- Fabio Maria Asquini, 1844–1845[2]
- Giovanni Giuseppe Canali, 1845–1851[2]
- Domenico Lucciardi, 10. April 1851–5. September 1851
- Josephus Melchiades Ferlisi, 1860–1865
- Ruggero Luigi Emidio Antici Mattei, 1866–1878
- Jacobus Gallo, 1878–1881
- Vakanz, 1881–1887
- Giulio Lenti, 1887–1895
- Giovanni Battista Casali del Drago, 1895–1899
- Alexander Sanminiatelli Zabarella, 1899–1901
- Carlo Nocella, 1901–1903, † 1908 (vorher Lateinischer Patriarch von Antiochien)
- Giuseppe Ceppetelli, 1903–1917
- Vakanz, 1917–1923
- Michele Zezza di Zapponeta, 1923–1927
- Antonio Anastasio Rossi, 1927–1948
- Vakanz, 1948–1964
- 1964 aufgelöst